# Windows Neptune
Microsoft Neptune was een prototype voor het besturingssysteem Microsoft Windows. Neptune moest de eerste consumentenversie worden van Windows NT (dat specifiek voor professioneel gebruik was ontwikkeld) en was bedoeld als opvolger van Windows 98. Met de ontwikkeling van Neptune werd begonnen in 1999 en volgens de planning zou het systeem in 2001 op de markt worden gebracht.
Het systeem moest eenvoudiger in gebruik zijn, met zelfdiagnostiek en automatische updates. Door een simpeler gebruikersinterface zou er tevens een einde komen aan de vaak complexe foutmeldingen die voorgaande systemen gaven. Ook was er een verbeterde ondersteuning van soft- en hardware voorzien.
Eind 1999 werd nog een testversie uitgerold, maar begin 2000 maakte Microsoft bekend dat de teams van Neptune en Odyssey – de opvolger voor Windows 2000 – werden samengevoegd. Beide teams gingen nu verder onder de codenaam Whistler en werkten aan de opvolger van zowel Windows 98 als Windows 2000. Whistler leidde uiteindelijk tot de ontwikkeling van het besturingssysteem Windows XP.
In Neptune was de optie ingebouwd om gebruikersprofielen aan te maken. Ook startte het systeem op met een welkomstscherm waar je kon inloggen. Deze kenmerken zijn overgenomen in Windows XP. Andere zaken, zoals activiteitencentra en een losse startpagina ter vervanging van het startmenu, haalden het niet.